# Robert E. Cook

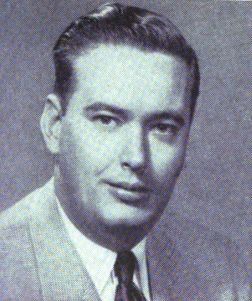
Robert E. Cook (1961)

Robert Eugene Cook (* 19. Mai 1920 in Kent, Ohio; † 28. November 1988 im Portage County, Ohio) war ein US-amerikanischer Politiker. Zwischen 1959 und 1963 vertrat er den Bundesstaat Ohio im US-Repräsentantenhaus.

## Werdegang
Robert Cook besuchte bis 1938 die Kent State High School. In den Jahren 1942 und 1946 diente er während des Zweiten Weltkrieges im Fliegerkorps der United States Army Air Forces. Nach dem Krieg studierte er bis 1947 an der Kent State University. Nach einem anschließenden Jurastudium an der William and Mary School of Law in Williamsburg (Virginia) und seiner 1950 erfolgten Zulassung als Rechtsanwalt begann er in diesem Beruf zu arbeiten. Zwischen 1952 und 1959 war er Staatsanwalt im Portage County. Politisch schloss er sich der Demokratischen Partei an.
Bei den Kongresswahlen des Jahres 1958 wurde Cook im elften Wahlbezirk von Ohio in das US-Repräsentantenhaus in Washington, D.C. gewählt, wo er am 3. Januar 1959 die Nachfolge von David S. Dennison antrat. Nach einer Wiederwahl konnte er bis zum 3. Januar 1963 zwei Legislaturperioden im Kongress absolvieren. Diese waren von den Ereignissen des Kalten Krieges geprägt. Höhepunkt dieser Ereignisse war die Kubakrise im Herbst 1962. Im Jahr 1962 wurde er nicht wiedergewählt.
Zwischen 1963 und 1969 amtierte Robert Cook als Berufungsrichter im Portage County; von 1969 bis 1988 gehörte er dem Berufungsgericht im elften Gerichtsbezirk seines Staates an. Er starb am 28. November 1988 und wurde in seiner Geburtsstadt Kent beigesetzt.